# ذراع الحوار (قارة)

تعديل مصدري - تعديل

ذراع الحوار هي إحدى قرى عزلة قارة بمديرية قارة التابعة لمحافظة حجة، بلغ تعداد سكانها 56 نسمة حسب تعداد اليمن لعام 2004.